# Grupo Acrobático Orlik
El Zespół Akrobacyjny "Orlik" (en polaco: Grupo Acrobático "Águila") es el grupo acrobático de la Fuerza Aérea Polaca creado en 1998.
El grupo fue suspendido desde 2006 hasta 2007. Actualmente tiene siete pilotos y siete aviones PZL-130 Orlik de fabricación polaca, cinco de la versión TC-I y dos de la versión TC-II. Tienen su base en el aeropuerto de Radom.

## Aviones utilizados
| Avión         | Número      | Periodo           |
| ------------- | ----------- | ----------------- |
| PZL-130 Orlik | 4           | 1998 — ¿?         |
| PZL-130 Orlik | 5           | ¿? — 2000         |
| PZL-130 Orlik | 7           | 2000 — 2003       |
| PZL-130 Orlik | 9           | 2003 — 2006       |
| inactividad   | inactividad | 2006 — 2007       |
| PZL-130 Orlik | 7           | 2007 — actualidad |

## Lista de pilotos

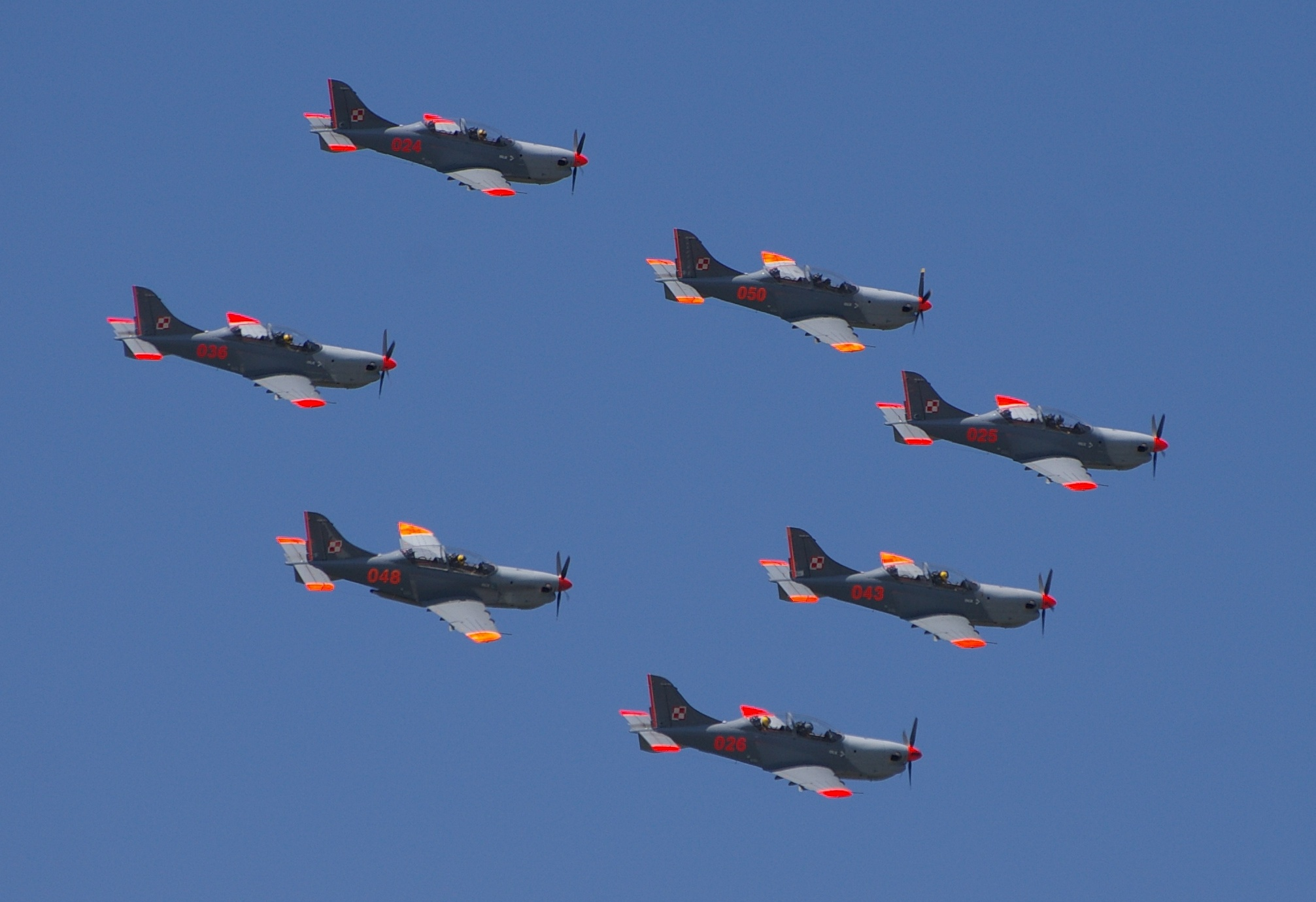
El Grupo Acrobático Orlik en 2008.

- Por. Dariusz Stachurski
- Kpt. Artur Bielas
- Mjr. Zbigniew Kosterna
- Kpt. Olgierd Szerksznis
- Kpt. Krzysztof Kidacki
- Por. Sławomir Chojnacki
- Kpt. Dariusz Stańczyk